# Jaros de Beauce
Die Jaros de Beauce waren ein kanadisches Eishockeyfranchise der North American Hockey League aus Saint-Georges, Québec.  

## Geschichte
Die Jaros de Beauce wurden 1975 als Franchise der North American Hockey League gegründet. In der Saison 1975/76 wurden sie auf Anhieb Erster der East Division und erreichten in den Playoffs das Finale um den Lockhart Cup. In diesem unterlagen sie den Philadelphia Firebirds in der Best-of-Seven-Serie mit 2:4 Niederlagen. In der folgenden Spielzeit zogen die Jaros ihre Mannschaft am 22. Dezember 1976 vorzeitig vom Spielbetrieb der North American Hockey League zurück und nahmen diesen in der Folgezeit auch nicht mehr auf.

## Saisonstatistik
Abkürzungen: GP = Spiele, W = Siege, L = Niederlagen, T = Unentschieden, OTL = Niederlagen nach Overtime SOL = Niederlagen nach Shootout, Pts = Punkte, GF = Erzielte Tore, GA = Gegentore, PIM = Strafminuten
| Saison  | GP | W  | L  | T | OTL | SOL | Pts | GF  | GA  | Platz    | Playoffs             |
| 1975/76 | 74 | 54 | 18 | 2 | —   | —   | 110 | 462 | 306 | 1., East | Niederlage im Finale |
| 1976/77 | 30 | 6  | 22 | 2 | —   | —   | 14  | 109 | 165 | 8., NAHL | nicht qualifiziert   |